# Rapanea coclensis
Rapanea coclensis es una especie de planta fanerógama, leñosa ornamental en la familia Primulaceae. Es endémica de Panamá. 
Está considerada un sinónimo de Myrsine juergensenii (Mez) Ricketson & Pipoly

## Fuente
- World Conservation Monitoring Centre 1998. Rapanea coclensis. 2006 IUCN Lista Roja de Especies Amenazadas; bajado 23 de agosto de 2007